# Tyto robusta
Espèce
Tyto robusta est une espèce de chouettes effraies préhistoriques. Elle vivait dans ce qui est aujourd'hui le Monte Gargano en Italie, et qui était une île dans une grande partie du Néogène lorsque le niveau de la mer était plus élevé. Les restes de la chouette remontent à la frontière Miocène - Pliocène il y a 5,5 à 5 millions d'années. Les ossements fossiles sont environ de 60% plus longs que ceux d'une chouette effraie moderne, ce qui donne une longueur totale d'environ 50-65 cm pour Tyto robusta. Cette chouette fournit une étude de cas intéressante sur l'évolution et le gigantisme insulaire.

## Évolution, taxonomie et systématique
Tyto robusta a été trouvé en sympatrie avec sa parente gigantesque, Tyto gigantea, qui, d'environ 220% la taille d'une Chouette effraie, est passée à environ 70–85 cm de longueur - soit plus grand qu'un Hibou grand-duc et peut-être jusqu'à deux fois plus lourd. Comme d'autres superprédateurs, on peut présumer qu'ils étaient présents à faible densité de population. Apparemment endémique de l'île de Gargano et peut-être d'autres îles des Apennins d'aujourd'hui, où l'on trouve également un ou deux aigles géants et, parfois une chouette effraie de taille normale (mais pas de grands mammifères carnivores), ces chouettes posent la question de savoir comment maintenir des populations minimales viables suffisamment longtemps pour qu'elles puissent vivre et prospérer.
Il est extrêmement courant que les oiseaux prédateurs  de plus grande taille, comme les Falconiformes et les Strigiformes, évoluent selon des sexes de tailles différentes. En d'autres termes, les femelles sont considérablement plus grandes, avec peu ou pas de chevauchement de taille entre les sexes. Cela leur permet de chasser des proies de tailles différentes, permettant à une population plus importante et plus résistante de vivre d'un territoire. Mais ce n'était apparemment pas le cas ici, car il existe un échantillon assez important d'os de chacun des trois taxons de chouettes pour montrer la variation naturelle et sexuelle au sein de chacun.

Dans les échantillons de fossiles les plus anciens, aucune chouette géante ne les accompagnait, tandis que le dernier semblait être une gamme de chouettes attribués aux trois espèces. Les petites chouettes auraient été remplacées ou auraient évolué en Tyto robusta à partir d'un certain point, et Tyto gigantea est apparu plus tard, soi-disant à côté d'elle, ainsi qu'une recolonisation par la population d'Europe continentale. Les descriptions originales des restes attribués à Tyto robusta faisaient déjà état de cette hypothèse, qui n'était en aucun cas très parcimonieuse : 

« Si l'on suppose que les grandes chouettes effraies du Gargano sont nées de plusieurs colonisations […], Tyto robusta devrait être séparée en deux espèces distinctes. La forme moyenne du premier colon ne peut pas être la même que la forme moyenne du second colon. Comme aucune donnée morphologique ne vient étayer cette hypothèse, elle s'est abstenue de séparer [le matériel de Tyto robusta] en deux espèces. Dans quelle mesure on peut réellement s'attendre à des différences morphologiques dans des formes si étroitement liées est discutable. »

 Plus récemment, il a été noté que la plus petite chouette effraie du Gargano n'était pas Tyto sanctialbani, qui habitait l'Europe au nord des Alpes dans le dernier Miocène, mais son parent méditerranéen Tyto balearica, qui était une espèce sœur ou chrono-espèce ou une divergence vers le sud de cette espèce et qui était nettement plus robuste. En outre, il semble que le Tyto des échantillons les plus jeunes se soit divisé en deux et non trois groupes de taille.
Vraisemblablement, l'île a été initialement colonisée par Tyto balearica dont l'aire de répartition centrale s'est finalement étendue des Apennins vers l'ouest jusqu'à la péninsule Ibérique ; elles pourraient s'être coupées de la population principale lorsque la Méditerranée s'est renflouée à la fin de la crise de salinité messinienne il y a 6 millions d'années. La population entière s'est transformée en Tyto robusta plus grosse, qui étaient encore suffisamment proches pour empêcher Tyto balearica de maintenir une présence constante aux côtés des chouettes plus grosse. Peu à peu, une grande partie de la faune de l'île du Gargano, dans un cas dramatique d'évolution selon la règle de Cope, est devenue de plus en plus grande ; les effraies des clochers ne faisant pas exception, car il y avait de plus en plus de proies accessibles uniquement aux gros individus de chaque génération successive.
Selon la théorie révisée, Tyto robusta s'est entièrement transformée en Tyto gigantea par la suite, et les préférences de ces dernières en matière de proies étaient telles que les nombreux petits mammifères étaient à nouveau moins intensément exploités, permettant à une population résidente de Tyto balearica, désormais bien distincte, de recoloniser l'île du Gargano. Les restes initialement supposés être des Tyto robusta « tardives » seraient en fait de grandes Tyto balearica. Jirí Mlíkovský, qui a proposé cette solution, n'utilise pas de sous-espèces paléospécifiques dans ses traitements taxonomiques et a synonymisé Tyto robusta avec Tyto gigantea. Mais la première a en fait été décrite quelques pages avant la seconde dans le même ouvrage, et la synonymie serait donc l'inverse. En tout cas, si ces chouettes sont considérées comme des paléo-sous-espèces, la plus grande et la plus récente forme serait appelée Tyto robusta gigantea.
Cependant, avec plus de matériel devenu disponible au cours des dernières années, il est possible de mieux déterminer quel os individuel appartenait à quel taxon de chouette, et il semble que les chouettes effraies géantes puissent en effet être séparables en tant qu'espèces distinctes ; la possibilité qu'il n'existe à un moment donné qu'une seule population importante à une population énorme avec un dimorphisme sexuel marqué ne peut cependant pas être totalement exclue. L'identification de l'espèce de petite chouette effraie comme Tyto balearica et non Tyto sanctialbani a par contre été confirmée.

## Écologie
Les os fossiles de chouettes du Gargano se trouvent dans des remplissages de paléokarstique de terra rossa (terre rouge). Alors que le climat mondial évoluait vers le début de la dernière période glaciaire, il n'était pas trop différent d'aujourd'hui, quoiqu'un peu plus chaud et plus humide. Les conditions devaient cependant être plus extrêmes dans le bassin méditerranéen, car la région avait été gravement touchée par la crise de salinité messinienne. En tout cas, les chouettes effraies du Gargano ont dû vivre dans un habitat pas trop différent de celui des chouettes effraies des Caraïbes du Quaternaire : semi-humide à semi-aride (peut-être saisonnièrement aride) ouvert, ayant tendance à être karstique, et dont la végétation est principalement composée d'arbustes et de petits arbres, peut-être parsemée de bosquets d'arbres plus grands. Les chouettes auraient probablement cherché des endroits abrités pour se percher pendant la journée, mais pour la nidification, les chouettes effraies préfèrent les crevasses ou les creux, et ceux de taille suffisante auraient probablement été plus abondants dans le sol accidenté que dans les petits arbres de la région. Comme certaines chouettes effraies aujourd'hui, les énormes formes de l'île du Gargano pourraient donc avoir été des nids au sol.
Ces chouettes auraient régné sur le ciel de Gargano la nuit, et le jour, les aigles non moins impressionnants du genre Garganoaetus. Comme les plus grands animaux terrestres de l'île de Gargano sont impressionnants et bien connus, il est possible de donner une liste assez complète des animaux que les chouettes géantes ont mangés même en l'absence de pelotes de réjection fossiles fournissant des preuves directes. Proies disponibles incluses :
- Deinogalerix - « hérissons velus » qui allaient de la taille d'une belette à celle d'un chien. Le géant Deinogalerix koenigswaldi avec un crâne d'environ 20 cm de long pourrait encore avoir été la proie des plus grandes femelles de chouette effraie, bien que probablement pas de façon régulière car étant le prédateur terrestre par excellence, c'était un animal féroce et pas facilement maîtrisable ;
- Petites espèces de Hoplitomeryx, ongulés à cinq doigts, à dents de sabre et à dents égales. Les chouettes effraies ne se nourrissent généralement pas de charognes, leur forme de bec et de tête étant mal adaptée pour déchirer des proies trop grandes pour être manipulées avec leurs pieds également[6]. Ainsi, le plus grand Hoplitomeryx, de la taille d'un cerf rouge, ne semble pas avoir fait partie des proies des chouettes géantes ;
- Paralutra garganensis, une espèce de loutre endémique de l'île du Gargano ;
- Prolagus imperialis et Prolagus apricenicus, énormes pikas endémiques de l'île de Gagano ;
- Stertomys laticrestatus, un loir de grande taille. Apparemment, un genre monotypique.
- Hattomys, trois espèces de hamsters géants, dont certaines se sont au moins probablement également produites ailleurs.

De plus, les petits rongeurs (des genres Mikrotia et Cricetus, mais également Apodemus gorafensis) pourraient avoir été capturés (ou de préférence par Tyto robusta, quel que soit son statut taxonomique et systématique). Il est peu probable que des chouettes lourdes sur une île où les proies mammifères abondent développent de bonnes aptitudes à la chasse aux oiseaux, mais théoriquement, les pigeons locaux (Columba omnisanctorum ou Columba pisana) ainsi que le plus petit Tyto balearica auraient pu être des proies possibles.